# Cicadula ramenta
Cicadula ramenta är en insektsart som beskrevs av Alexander Fyodorovich Emeljanov 1989. Cicadula ramenta ingår i släktet Cicadula och familjen dvärgstritar. Inga underarter finns listade i Catalogue of Life.